# Cunha Porã

Cunha Porã este un oraș în Santa Catarina (SC), Brazilia.